# Aeródromo de Zitácuaro Miguel Carrillo Ayala
El Aeródromo de Zitácuaro Miguel Carrillo Ayala (Código OACI: MMHZ - Código DGAC: PIO), también conocido como El Pinocho es un pequeño aeropuerto ubicado al noroeste del municipio de Zitácuaro, Michoacán, México; a 17 kilómetros de la ciudad de Heroica Zitácuaro por la carretera Toluca - Morelia. Cuenta con una pista asfaltada de 1500 metros de largo y 25 metros de ancho, así como una plataforma de aviación y un pequeño hangar. El aeropuerto actualmente solo ofrece servicio de aviación general.

## Información
Actualmente sólo cuenta con vuelos ocasionales y vuelos privados. Cuenta con un hangar y una pista de aterrizaje de 1,500 metros de largo por 25 metros de ancho.

## Proyecto del Aeropuerto Internacional de Zitácuaro

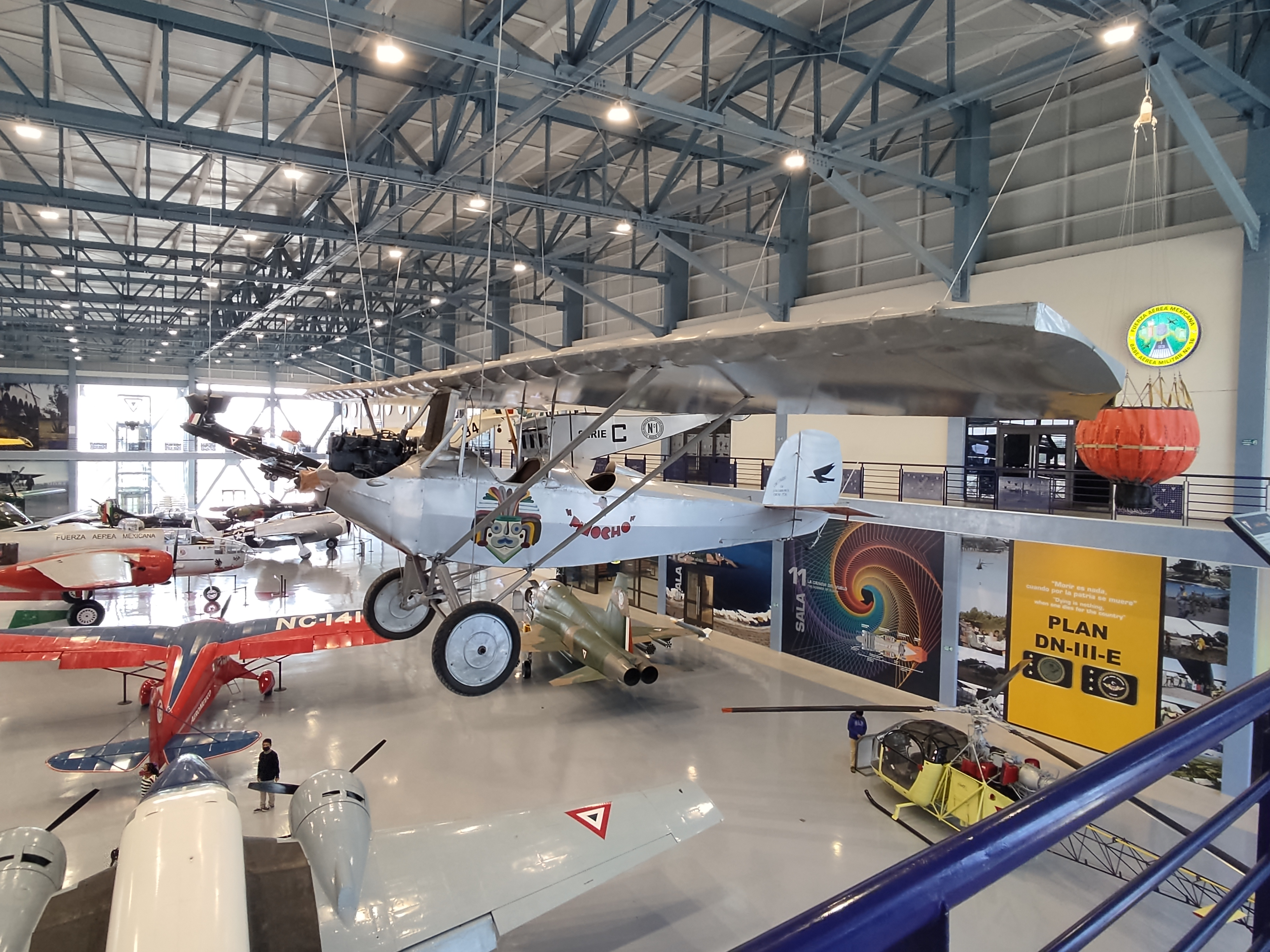
El Aeródromo de Zitácuaro lleva el nombre de Miguel Carrillo Ayala en honor a quien construyó el avión "Pinocho", basado en el Pietenpol Air Camper y potenciado por el motor de un Ford modelo A. Actualmente se encuentra en exhibición en el Museo Militar de Aviación en Santa Lucía, México.

Es un proyecto lanzado en 2001 (actualmente sin respuesta por el gobierno estatal y federal), en el cual esté aeródromo se convertiría en aeropuerto internacional, para facilitar los vuelos comerciales de la Región Oriente de Michoacán y los traslados de los productos propios de esta región en el país y principalmente en Estados Unidos. Hoy en día el proyecto sigue en pie, aunque no ha recibido mucha atención por parte de las diferentes administraciones y gobiernos, solamente en los años 2007 y 2008 recibió mucho interés por parte del entonces presidente de la república Felipe Calderón Hinojosa y el gobernador Lázaro Cárdenas Batel, pero por motivos de la gran inseguridad que vivía el estado de Michoacán a causa de la Guerra contra el narcotráfico en México, volvió a quedar sin respuesta.